# Porcelana de Hasami

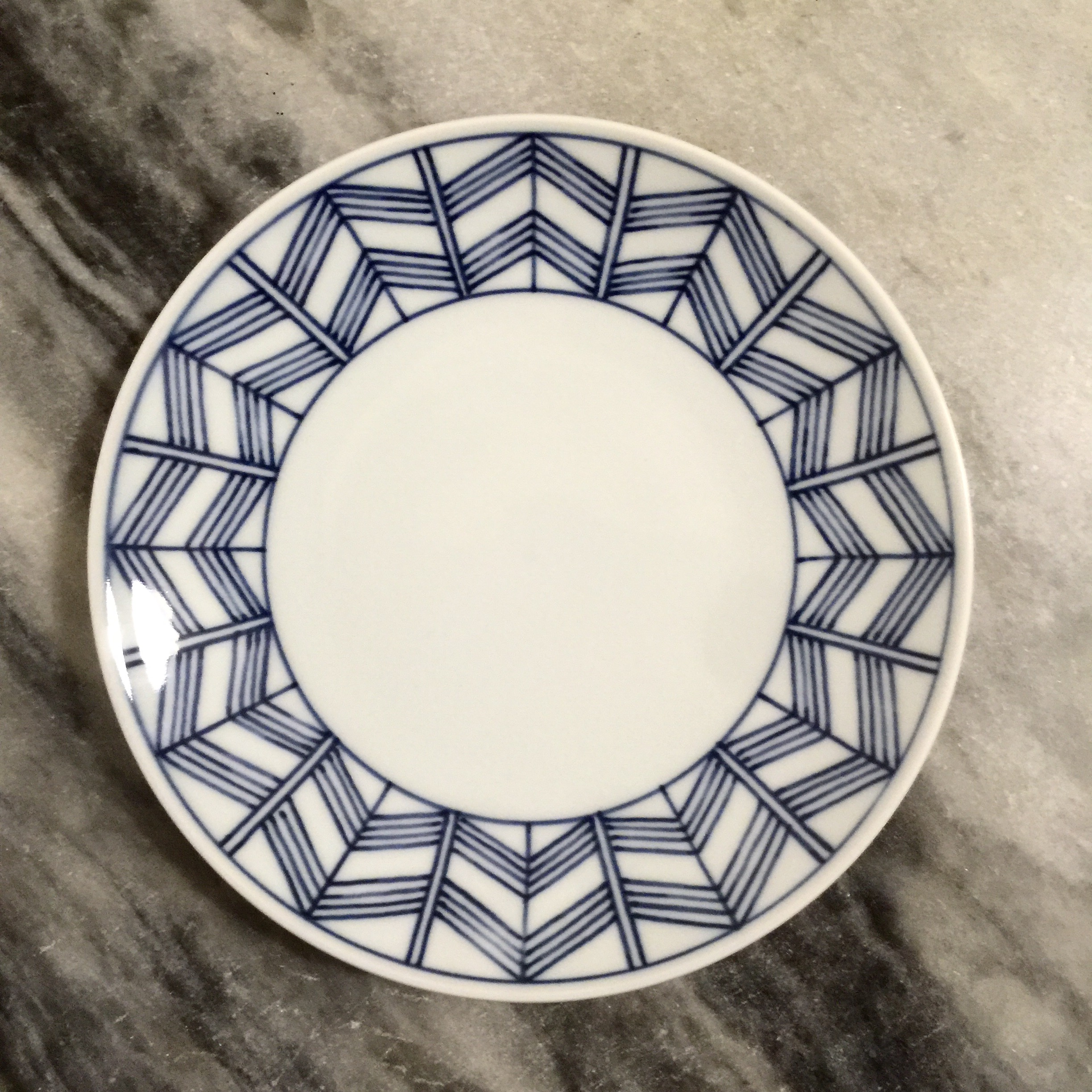
Plato de Hasami.

La Porcelana de Hasami (波佐見焼 Hasami-Yaki?) se produce en la Prefectura de Nagasaki, distrito de Higashisonogi en la ciudad de Hasami. Se caracterizan por ser productos resistentes para uso diario.

Desde el Período Edo se inició el horneado en grandes cantidades en enormes hornos escalonados multicámara (連房式登窯 Renbōshiki-noborigama). 

Actualmente la producción de vajilla de mesa es una industria próspera. Una de las razones por las que esta porcelana ha llegado donde está es debido al sistema de producción que se creó en la ciudad y que continúa en la actualidad.
Un grupo de artesanos se hacen responsables de cada paso en el proceso, como el de mezclado, dar forma al objeto, horneado y barnizado, y cada uno es un experto en su campo. Este sistema tradicional se realiza a día de hoy para asegurar la más alta calidad de su porcelana.
A principio de los años noventa, la producción de porcelana en Hasami representaba de una cuarta a una tercera parte de la cuota nacional de producción de vasijas. 

## Historia

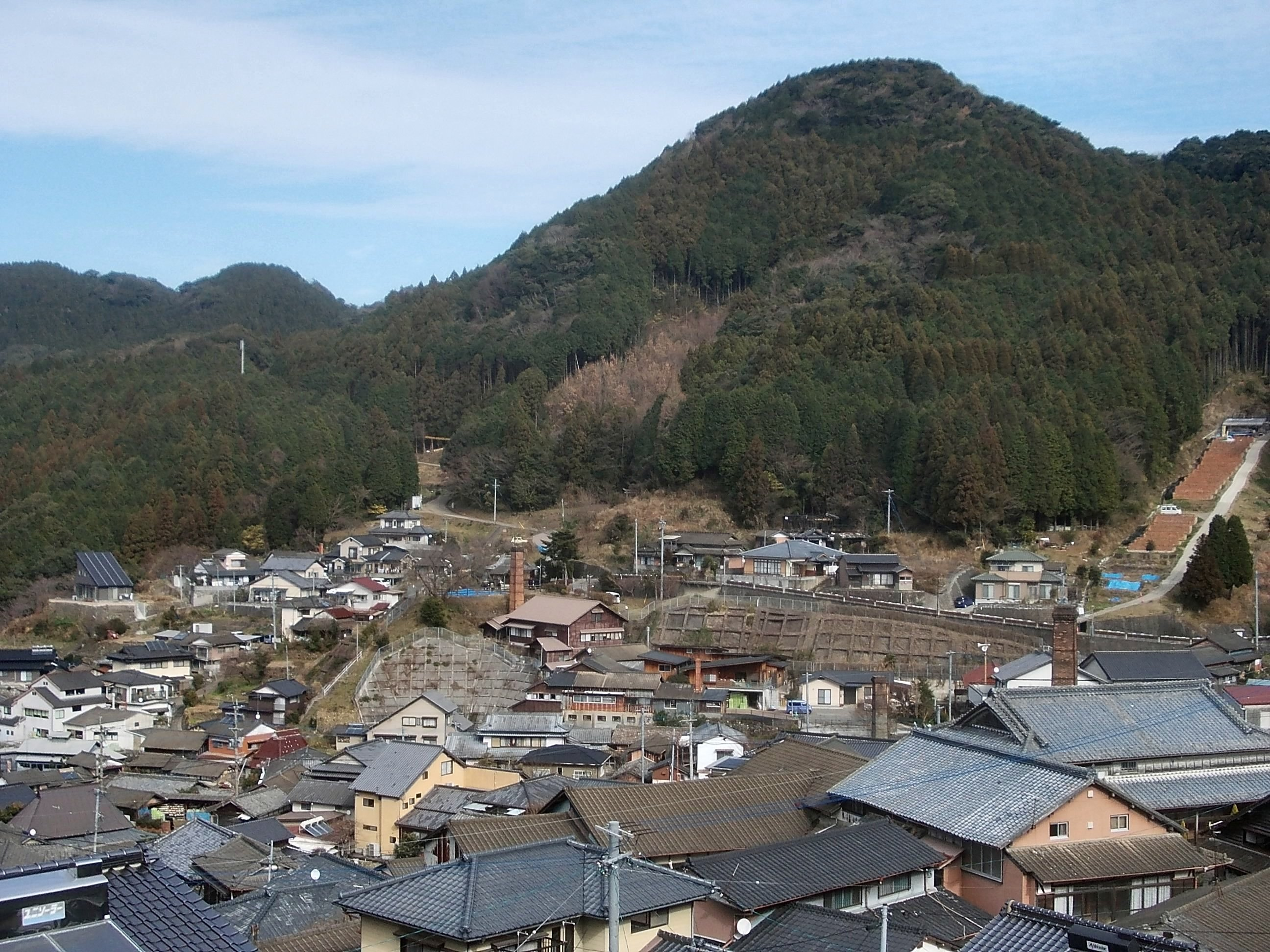
Vista de Hasami, área donde se concentran la mayoría de los hornos de porcelana.

Su inicio se fija cuando el alfarero coreano Li Youqing, traído a Japón por el señor feudal del clan Ōmura, Ōmura Yoshiaki (大村喜前 Ōmura Yoshiaki),
al regresar a Japón después de su papel en la Invasión japonesa de Corea, 
construye un horno escalonado en el pueblo el año 3 de la "Guerra de Keicho" (慶長の役 Keichō no eki) (1598).  
Inicialmente se horneaba cerámica esmaltada pero la producción de porcelana pasó a ser principal cuando se descubrió la arcilla de buena calidad.
En sus principios se utilizaba como materia prima la piedra de porcelana del santuario sintoísta Mitsumatago en Hasami, y la porcelana de verdecelerón o Celadón era la principal.
Más adelante se vio que la piedra de Amakusa (prefectura de Kumamoto), ampliamente distribuida como piedra de afilar (muela), era idónea para la matéria prima de la porcelana blanca,
y con la compra en gran cantidad de piedra Amakusa, empezó la producción de porcelana en todo el pueblo. 
Orientados en crear cerámica y porcelana para la clase media, se especializaron en la producción en masa. 
El horno escalonado Nakaouwa (中尾上登り窯  Nakaouwa Nobori-gama) (mediados de siglo XVII - 1929) fue un gran horno de una longitud total de unos 160 metros.
Por otra parte, la disputa sobre la leña con los pueblos cercanos de Arita y Mikawachi, fue intensa. En la montaña de Makunotō, 
colindante con los tres clanes, era habitual la invasión mutua de la frontera para robar leña y se producían peleas y asesinatos.
A consecuencia de ello, se llevaron a cabo muchas veces negociaciones entre los tres clanes para revisar las fronteras.
La columna de piedra en forma de prisma llamada Sanryouseki en la cima del monte Makunotou, es el recuerdo de las disputas entre los alfareros 
por hacerse con la leña.

## Productos destacados

### Kurawanka-wan
Es la porcelana producida en el período Edo adornada, entre otros, con sencillos dibujos de flores. Hasta entonces la porcelana, entre las que 
se encontraba la conocida como Akae-Sometsuke, era considerada artículo de lujo
e inalcanzable para la gente común. Pero la aparición de la porcelana Kurawanka-wan, cambió la creencia convencional y generalizó su uso entre 
la gente común.
Su nombre procede del llamamiento de los pequeños comerciantes vendedores que en la posada de Hirakata, situada en el río Yodo (Yodogawa), 
entre la Prefectura de Kioto y la Prefectura de Osaka, se acercaban con sus pequeños botes Kurawanka-fune (くらわんか船) al Sanjikkokubune (三十石船), embarcación de transporte de 28 
plazas utilizado desde el Período Edo en el Río Yodo (淀川 Yodogawa), que recorría la distancia entre Fushimi y Hachikenya en Osaka,
ofreciendo en voz alta Sake kurawan ka? Mochi kurawan ka?

### Kompura-wan
Botella para la exportación de Sake y Salsa de soja que se empezó a producir en el 1790 y alcanzó su máxima popularidad a partir de la
década de 1820.
En un principio, como en un barril de madera el sabor no se mantenía, los mercaderes holandeses utilizaban las botellas vacías del vino que ellos 
habían traído, pero para hacer frente al aumento de los envíos se fabricó un recipiente en forma de jarro hecho de cerámica blanca con un tinte sencillo.
Para mostrar el contenido de la botella se escribía en ella, en holandés, JAPANSCHZOYA (salsa de soja japonesa) o JAPANSCHZAKY (sake japonés). El nombre proviene de la
palabra comprador, que en el idioma portugués significa mandatario que, como comerciante acreditado, actúa vendiendo o comprando por cuenta de uno o varios.

### Vajilla de porcelana resistente para el almuerzo escolar
Principalmente se refiere a la vajilla de porcelana endurecida que se utiliza en las empresas que suministran almuerzos.
Inicialmente, de la palabra Warenikuka que en el dialecto de la región significa difícil de romper, y más adelante se añadió una mejora y pasó a llamarse Hasami School wear. En el año 2000 se desarrolló también el Tazón de seguridad.